# Phoumi Vongvichit
Phoumi Vongvichit (Xieng Khouang, 6 de abril de 1909 — 7 de janeiro de 1994) é um político laociano, que exerceu o cargo de presidente do país entre 31 de outubro de 1986, sucedendo Souphanouvong, e 15 de agosto de 1991, sendo sucedido por Kaysone Phomvihane. Além disso, foi uma das principais figuras do Pathet Lao.